# Pseudozumia gracilis
Pseudozumia gracilis är en stekelart som beskrevs av Vecht 1963. Pseudozumia gracilis ingår i släktet Pseudozumia och familjen Eumenidae. Inga underarter finns listade i Catalogue of Life.